# Vibilia borealis
Vibilia borealis är en kräftdjursart som beskrevs av Charles Spence Bate och John Obadiah Westwood 1868. Vibilia borealis ingår i släktet Vibilia och familjen Vibiliidae. Inga underarter finns listade i Catalogue of Life.